# Discografia degli Accept
Discografia della band heavy metal Accept.

## Album in studio
| Anno | Titolo                         | Etichetta              | Posizione USA |
| 1979 | Accept                         | Brain Records          |               |
| 1980 | I'm a Rebel                    | Brain Records          |               |
| 1981 | Breaker                        | Brain Records          |               |
| 1982 | Restless & Wild                | Brain Records          |               |
| 1983 | Balls to the Wall              | RCA Records            |               |
| 1985 | Metal Heart                    | RCA Records            |               |
| 1986 | Russian Roulette               | RCA Records            |               |
| 1989 | Eat the Heat                   | RCA Records            |               |
| 1993 | Objection Overruled            | RCA Records/BMG Ariola |               |
| 1994 | Death Row                      | RCA Records/BMG Ariola |               |
| 1996 | Predator                       | RCA Records/BMG Ariola |               |
| 2010 | Blood of the Nations           | Nuclear Blast Records  |               |
| 2012 | Stalingrad (Brothers in Death) | Nuclear Blast Records  |               |
| 2014 | Blind Rage                     | Nuclear Blast Records  |               |
| 2017 | The Rise of Chaos              | Nuclear Blast Records  |               |
| 2021 | Too Mean to Die                |                        |               |

## Album live
| Anno | Titolo                                               | Etichetta                     | Posizione USA |
| 1990 | Staying a Life                                       | RCA Records/BMG Ariola        |               |
| 1997 | All Areas - Worldwide Live                           | GUN Records/CMC International |               |
| 2017 | Restless and Live - Blind Rage - Live in Europe 2015 | Nuclear Blast Records         |               |
| 2017 | Symphonic Terror - Live at Wacken 2017               | Nuclear Blast Records         |               |
|      |                                                      |                               |               |

## EP
| Anno | Titolo        | Etichetta       | Posizione USA |
| 1985 | Kaizoku-Ban   | RCA Records     |               |
| 2002 | Rich & Famous | Drakkar Records |               |

## Videografia
- 1990 - Staying a Life
- 2002 - Metal Blast from the Past
- 2017 - Restless and Live